# José Felipe Perassi
José Felipe Perassi (Corral de Bustos, 28 de septiembre de 1956) es un exfutbolista que jugaba de arquero. Como jugador es el tercero con más participaciones históricas del Club Atlético Lanús.

## Trayectoria
Comenzó su carrera deportiva en Luján, luego pasó por Boca Juniors, donde participó de cuatro partidos del Torneo Metropolitano de 1977; para llegar a Lanús en enero de 1978, equipo en el que debutó en el arco el 5 de febrero del mismo año, frente a Argentino de Quilmes. Jugó el último de sus 372 partidos en el club contra Banfield, el 3 de marzo de 1990. Es, de esta manera, uno de los jugadores que históricamente más partidos disputó en el primer equipo de esa institución, solo superado por Maximiliano Velázquez.
Durante su paso por Lanús alternó etapas en las que fue titular del puesto y capitán del equipo, con otras en las que no fue tenido en cuenta por el entrenador de turno, por ejemplo, Américo Pérez, Roberto Oscar Ferreiro y Roberto Domingo Rogel. Su pico máximo de rendimiento se situó en la década de los '80, en que se constituyó en símbolo y referente del equipo. Finalmente, tras una actuación fallida en su último partido en el club, su figura fue muy discutida y fue desplazado del elenco titular por el técnico Miguel Ángel Russo. Fue cedido a préstamo a Colón, y luego declarado libre, para después recalar en los años 1994 a 1996 en Atlético Tucumán y finalmente retirarse del futbol profesional en Douglas Haig, donde jugó entre los años 1996 y 2001.

## Clubes
| Equipo           | Temporadas |
| ---------------- | ---------- |
| Luján            | 1976       |
| Boca Juniors     | 1977       |
| Lanús            | 1978-1988  |
| Colón            | 1989-1993  |
| Atlético Tucumán | 1994-1995  |
| Douglas Haig     | 1996-2001  |